# Javier Osuna
Javier Osuna (1961) es un presentador de radio, escritor e investigador centrado en la difusión del Carnaval de Cádiz, en el cual también ha participado como comparsista en la controvertida chirigota de 1986 'Los tontos de capirote'.

## Biografía
Fue el impulsor de los contenidos de carnaval en Canal Sur Radio, empresa de la que es productor. Ganó el premio Ondas a la Innovación Radiofónica en 2011 por su programa Radio La Pepa 18.12, un radio teatro que recreaba el Cádiz de las Cortes como si fuera un magacín de actualidad. En 2019 reicibió el Premio Paco Navarro por la Asociación de la Prensa de Cádiz. Recibió el Hércules de Oro en 2022 por su dedicación a la promoción, difusión y defensa del Carnaval de Cádiz.
Fue además creador e ideólogo del premio 'Aguja de Oro' de Canal Sur Radio al mejor tipo de Concurso de Agrupaciones. Osuna también es documentalista, productor, coordinador, guionista, o asesor de series televisivas y documentales sobre el Carnaval gaditano.
Asimismo, es comisionado y coordinador de exposiciones, congresos y talleres. Además ha sido miembro del jurado del COAC y autor y componente de agrupaciones de 1980 a 2004, así como ponente en el Congreso Internacional de la lengua Española en 2023.
Ha sido onferenciante y ponente en distintas universidades, escribiendo letras flamencas para artistas como Mariana Cornejo, Carmen de la Jara o David Palomar; autor de ‘Los fardos de Pericón’, un blog especializado en la historiografía del arte flamenco. Otra de sus obras fue ser director y coguionista del espectáculo flamenco, estrenado en el Gran Teatro Falla: "El Concierto de Santa Cecilia (1922.2022)".

## Obra principal

### Libros[8]
- 1991 El lenguaje de la mar de Cádiz. (Junto a Erasmo Ubera Morón)
- 2002 Cádiz, cuna de dos cantes
- 2006 Historia Gráfica del Carnaval de Cádiz. Obra completa. (Junto a Fernando Miralles de Imperial)
- 2009 El periodísmo en tiempos de Carnaval, 1763-2005
- 2010 - Los mojosos quieren volver a casa
- 2018 - Al habla con el Moreno y Chatín: puntas y puntales de Paco Alba (1928-2018)
- 2014 - Las torres de la luz y su tiempo (Junto a Julio Malo de Molina y Santiago Moreno Tello)
- 2021 Manuel López Cañamaque, (1882-1953) : un autor de leyenda

### Registro sonoro musical[9]
- Carnaval 1998 D.L. 1998
- Chirigota de Cádiz Los Arapahoe que Joe D.L. 1998
- Chirigota de Cádiz Los Pofesionales D.L. 1999
- Carnaval 2000 D.L. 2000
- Chirigota de Cádiz Los Tontunos D.L. 2000
- Los Moracos de Triana : coro a pie de Sevilla D.L. 2004